# HK MK Bled
Hokejski klub mlade kategorije Bled je slovenski hokejski klub z Bleda. Ustanovljen je bil leta 1999, ko so se mlade kategorije ločile od kluba HK Bled, med sezonama 2002/03 in 2006/07 so igrali le v slovenski mladinski ligi, od sezone 2007/08 pa igrajo v slovenski ligi. V sezoni 2013/14 bo klub nastopal v ligi INL.

## Znameniti hokejisti
Glej tudi Kategorija:Hokejisti HK MK Bled.
- Enes Crnovič
- Žiga Jeglič
- Blaž Gregorc
- Boštjan Goličič
- Luka Tošič